# Grupamentos e Subgrupamentos de Bombeiros Independentes do Paraná
Grupamentos e Subgrupamentos de Bombeiros Independentes são Organizações de Bombeiro Militar (OBM) que realizam as atividades-fim do Corpo de Bombeiros do Paraná. As OBMs estão subordinadas ao Comando do Corpo de Bombeiros (CCB PMPR), o qual é responsável pelo cumprimento das atividades de Defesa Civil, prevenção e combate a incêndios, buscas, salvamentos e socorros públicos, no âmbito do Estado do Paraná.

## Histórico
Até a década de 1960 as unidades do Corpo de Bombeiros do Paraná eram denominadas como
Seções de Bombeiros, subdivididas em destacamentos, com a denominação de Guarnições de Fogo. E em 1967 foi adotada a designação de Grupamento de Fogo, com o efetivo correspondendo, aproximadamente, ao de uma companhia; subdivididos em Grupos de Fogo, com o efetivo de um pelotão.
A partir do início da década de setenta os grupamentos passaram ser designados como Grupamentos de Incêndio (GI), com o efetivo correspondendo ao de um batalhão; subdivididos em Subgrupamentos de Incêndio (SGI), com o efetivo aproximado de uma companhia; compostos por Seções de Combate a Incêndio (SCI), com o efetivo de um pelotão. Em 1994 houve uma nova remodelação do efetivo e os Grupamentos de Incêndio passaram a ser denominados como Grupamentos de Bombeiros (GB) e Subgrupamentos de Bombeiros Independentes (SGBI). Em Julho de 2014 os GBs e SGBIs foram reestruturados em três Comandos Regionais de Bombeiros Militares - CRBM..
| 1ª CRBM Sede - Curitiba         | 2ª CRBM Sede - Londrina            | 3ª CRBM Sede - Cascavel    |
| 1º GB - Curitiba (Região Sul)   | 3º GB - Londrina                   | 4º GB - Cascavel           |
| 2º GB - Ponta Grossa            | 5º GB - Maringá                    | 9º GB - Foz de Iguaçu      |
| 6º GB - São José dos Pinhais    | 11º GB - Apucarana                 | 10º GB - Francisco Beltrão |
| 7º GB - Curitiba (Região Norte) | 9º SGBI - Paranavaí                | 12º GB - Guarapuava        |
| 8º GB - Paranaguá               | 1º SGBI - Ivaiporã                 | 2º SGBI - Pato Branco      |
| 10º SGBI - Irati                | 7º SGBI - Santo Antônio da Platina | 6º SGBI - Umuarama         |
| GOST - Curitiba                 | 8º SGBI - Cianorte                 |                            |

### Estrutura administrativa e operacional dos GBs e SGBIs
Os Grupamentos de Bombeiros e os Subgrupamentos de Bombeiros Independentes estão organizados em:
- Comandante e subcomandante;

No Paraná um Grupamento de Bombeiros (GB) possui efetivo correspondente ao de um batalhão, comandado por um tenente-coronel; subdividido em Subgrupamentos de Bombeiros (SGB) com efetivo aproximado de uma companhia, comandado por um capitão; compostos por Seções de Bombeiros (SB) com efetivo de um pelotão, sob o comando de um tenente. Os Subgrupamentos de Bombeiros Independente (SGBI), com efetivo variável, normalmente são comandados por majores. E as Seções de Bombeiros podem ainda serem subdivididas em Destacamentos, Subseções ou Postos de Bombeiros, sob o comando de sargentos.
Organograma modelo dos Grupamentos de Bombeiros
| 2º Grupamento de Bombeiros Ponta Grossa | 2º Grupamento de Bombeiros Ponta Grossa | 2º Grupamento de Bombeiros Ponta Grossa | 2º Grupamento de Bombeiros Ponta Grossa | 2º Grupamento de Bombeiros Ponta Grossa | 2º Grupamento de Bombeiros Ponta Grossa | 2º Grupamento de Bombeiros Ponta Grossa | 2º Grupamento de Bombeiros Ponta Grossa | 2º Grupamento de Bombeiros Ponta Grossa |
| --------------------------------------- | --------------------------------------- | --------------------------------------- | --------------------------------------- | --------------------------------------- | --------------------------------------- | --------------------------------------- | --------------------------------------- | --------------------------------------- |
| 1º SGB Ponta Grossa                     | 1º SGB Ponta Grossa                     | 1º SGB Ponta Grossa                     | 2º SGB Telêmaco Borba                   | 2º SGB Telêmaco Borba                   | 2º SGB Telêmaco Borba                   | 3º SGB Irati                            | 3º SGB Irati                            | 3º SGB Irati                            |
| 1ª SB Centro                            | 2ª SB Nova Rússia                       | 3ª SB Palmeira                          | 1ª SB Telêmaco Borba                    | 2ª SB Castro                            | 3ª SB Jaguariaíva                       | 1ª SB Irati                             | 2ª SB São Mateus do Sul                 | 3ª SB Prudentópolis                     |

Exemplo de denominação: 1ª SB/1º SGB/1º GB = 1ª Seção do 1º Subgrupamento do 1º Grupamento de Bombeiros.
- Estado-Maior;
  - B/1 - Seção responsável pela administração do quadro de pessoal, bem como assuntos relativos à aplicação das Leis e Regulamentos no âmbito do Grupamento;
  - B/2 - Seção responsável pela levantamento e verificação de informes, que gerem informações para serem utilizadas nas atividades atinentes ao Corpo de Bombeiros;
  - B/3 - Seção de planejamento, de estudos e análise estatística que visa criar mecanismos para estruturar os serviços operacionais, bem como estabelecer critérios e procedimentos para formação e manutenção técnico profissional da tropa;
  - B/4 - Seção de apoio logístico que tem por finalidade prover as viaturas, materiais e equipamentos para possibilitar a ação operacional, além de estabelecer critérios na aquisição, distribuição do fardamento da tropa e dos materiais de expediente necessários par o funcionamentos do serviço administrativo;
  - B/5 - Seção de relações públicas;
  - B/6 - Seção de controle orçamentário;
  - B/7 - Seção de Prevenção e Contra Incêndio, responsável pela análise de projetos, vistorias técnicas e demais regulamentações atinentes à segurança de edificações e eventos extraordinários;
  - B/8 - Seção responsável pelo controle e gerenciamento de Defesa Civil.

### Missões dos GBs e SGBIs
Os Grupamentos e Subgrupamentos de Bombeiros Independentes são Organizações de Bombeiro Militar (OBM) que estão subordinados, operacional e administrativamente, ao CCB PMPR; o qual é responsável pelo cumprimento das atividades de Defesa Civil, prevenção e combate a incêndios, buscas, salvamentos e socorros públicos, no âmbito do Estado do Paraná.

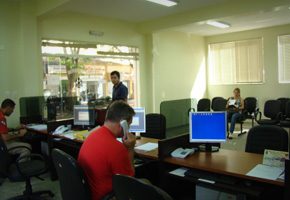
Setor de Prevenção Contra Incêndios.

- Defesa Civil

Conjunto de ações preventivas, de socorro, assistenciais e reconstrutivas destinadas a evitar ou minimizar os desastres naturais e os incidentes tecnológicos, preservar o moral da população e restabelecer a normalidade social.
- Prevenção a Incêndios e Vistorias

Apresenta a sistemática de análise e visto do Corpo de Bombeiros em projetos preventivos. Indica a legislação a ser respeitada, a tramitação dos projetos preventivos, a documentação necessária e os prazos estabelecidos.
- Combate a Incêndios Urbanos e Florestais

Extinção ou minimização de incêndios, resgate a pessoas em situação de perigo e salvaguarda de bens materiais.
Cada GB e SBGI é responsável pela sua respectiva circunscrição territorial, com seu próprio histórico individual.

## Grupamentos de Bombeiros

### 1º Grupamento de Bombeiros
Em Curitiba as atividades do serviço de bombeiros sempre estiveram centralizadas no Quartel Central. A história e origem do 1º Grupamento de Bombeiros é a mesma da criação e desenvolvimento do próprio Corpo de Bombeiros. Em 21 de abril de 1982 foi inaugurado o Posto Portão, o qual passou a constituir sede do 1º GB.
- Sede do 1º GB - Curitiba (Região Sul)

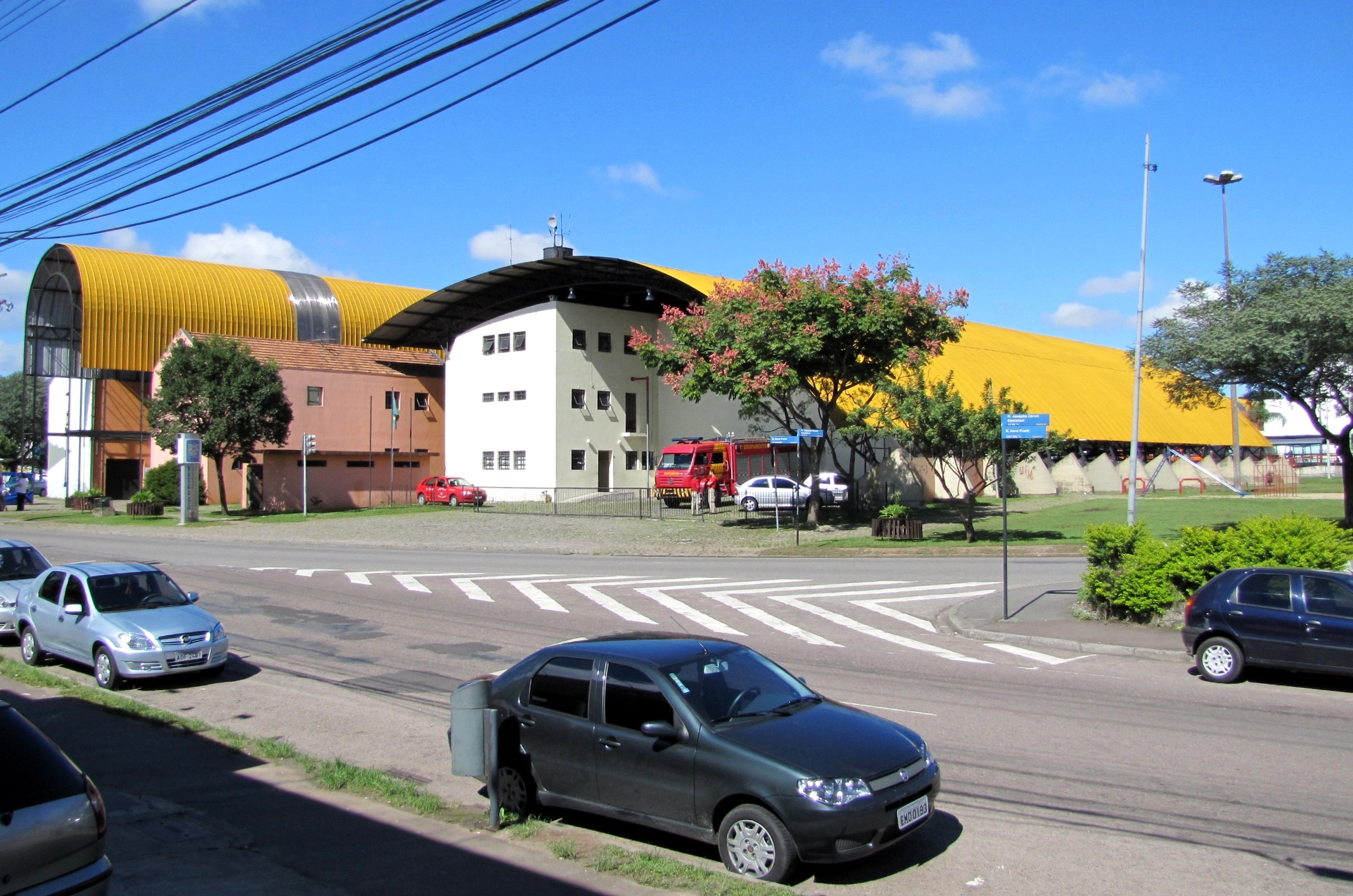
Posto Avançado do Terminal Carmo.

- 1º Subgrupamento de Bombeiros

Abrangência: Água Verde, Alto Boqueirão, Boqueirão, Capão Raso, Fanny, Fazendinha, Guabirotuba, Guaíra, Lindóia, Novo Mundo, Parolin, Portão, Santa Quitéria, Uberaba, Vila Izabel e Xaxim.
1ª Seção de Bombeiros - Posto Portão
2ª Seção de Bombeiros - Posto Boqueirão (Posto Cap. QOBM Sérgio Luiz de Mello)
- 2º Subgrupamento de Bombeiros

Abrangência: Batel, Bigorrilho, Cajuru, Campina do Siqueira, Campo Comprido, Capão da Imbuia, Centro, Cristo Rei, Jardim das Américas, Jardim Botânico, Mercês, Mossunguê, Prado Velho, Rebouças, São Francisco e Seminário.
1ª Seção de Bombeiros - Posto Central
2ª Seção de Bombeiros - Posto Cajuru
- 3º Subgrupamento de Bombeiros

Abrangência: Augusta, Campo de Santana, Caximba, Cidade Industrial, Ganchinho, Pinheirinho, Riviera, São Miguel, Sítio Cercado, Tatuquara e Umbará.
1ª Seção de Bombeiros - Posto Bairro Novo
2ª Seção de Bombeiros - Posto CIC

### 2º Grupamento de Bombeiros
O Corpo de Bombeiros em Ponta Grossa foi criado em 29 de março de 1937, na gestão do Prefeito Albary Guimarães, mas seus trabalhos iniciaram-se no dia 13 de agosto de 1939.
Após um grande incêndio ocorrido no centro da cidade, na noite de 16 de março de 1972, quando se sentiu a impotência do material de combate a incêndio disponível às guarnições frente àquele evento, a comunidade princesina despertou para melhor equipar o Corpo de Bombeiros; culminando com a criação do Fundo de Reequipamento do Corpo de Bombeiros (FUNREBOM) em 1973, graças aos esforços de pessoas da comunidade, destacando-se o Prefeito Luiz Gonzaga Pinto, o Secretário Municipal, Arichernes Carlos Gobbo, e o Capitão do Corpo de Bombeiros, Edison Foltran Pombo. Com o advento dessas leis, as quais passaram a servir de modelo para outros acordos semelhantes entre o Estado e os Municípios, possibilitou-se ao 2º Grupamento do Corpo de Bombeiros, reequipar-se convenientemente para atender às necessidades da Região dos Campos Gerais.
- Sede do 2º GB - Ponta Grossa

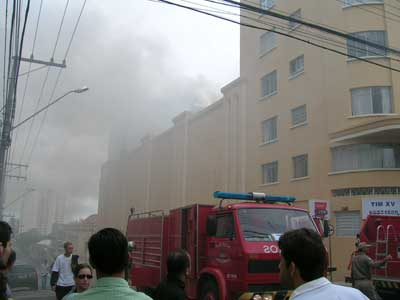
Incêndio no Cineteatro Ópera - 2005.

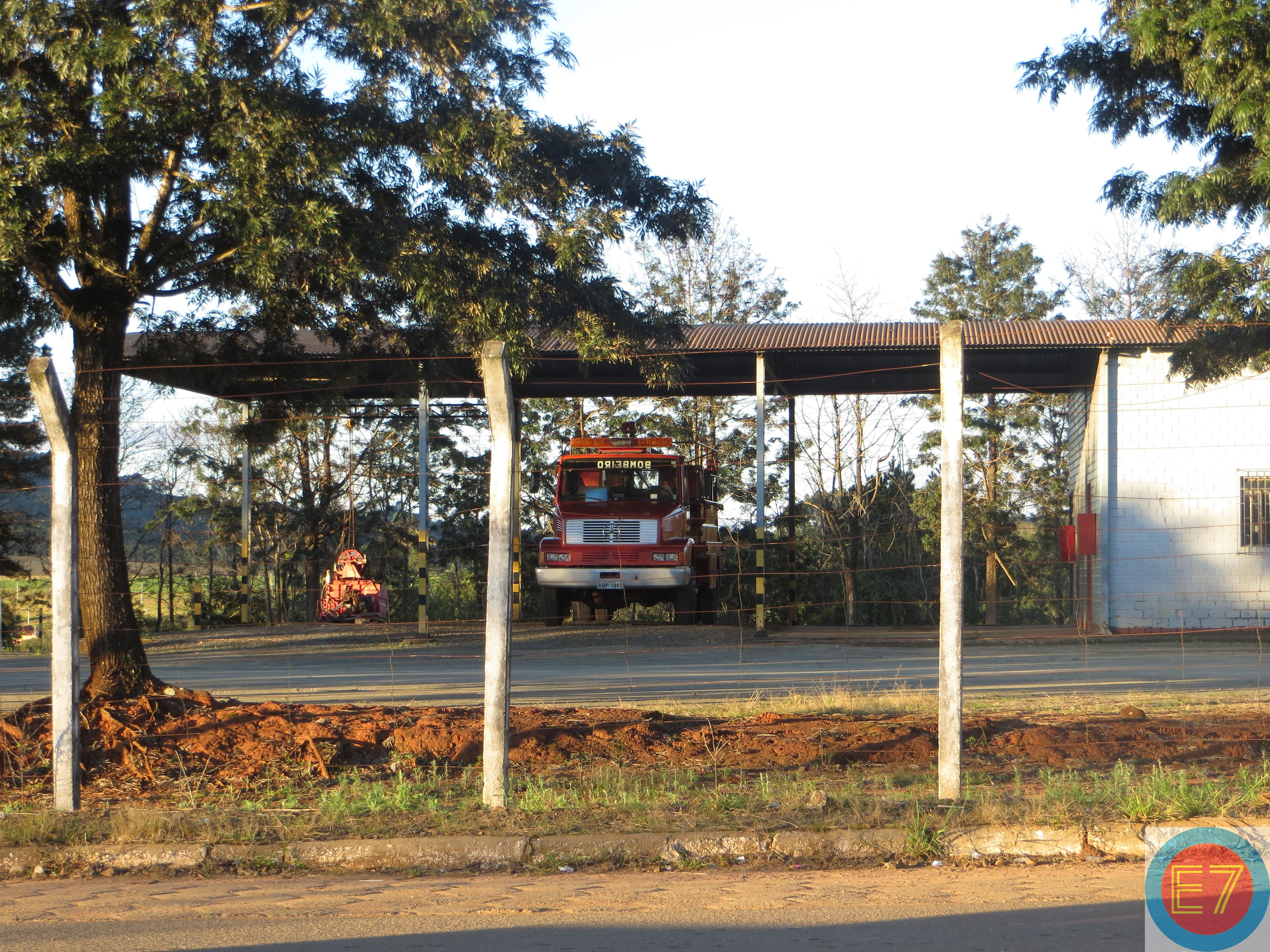
Destacamento de Curiúva - 2013.

- 1º Subgrupamento de Bombeiros - Ponta Grossa

1ª Seção de Bombeiros - Centro
Posto de Bombeiros Uvaranas
2ª Seção de Bombeiros - Nova Rússia
Posto de Bombeiros CCT
3ª Seção de Bombeiros - Palmeira
- 2º Subgrupamento de Bombeiros - Telêmaco Borba

1ª Seção de Bombeiros - Telêmaco Borba
2ª Seção de Bombeiros - Castro
3ª Seção de Bombeiros - Jaguariaíva

### 3º Grupamento de Bombeiros
Em Londrina o serviço de bombeiros se iniciou em 2 de janeiro de 1953. E em 1974 foi instalado na cidade o 3º Grupamento de Incêndios (3º GI).

Em 1994 houve uma remodelação na estrutura do Corpo de Bombeiros, e o 3º GI passou a ser denominado como 3º Grupamento de Bombeiros (3ºGB).
- Sede do 3º GB - Londrina

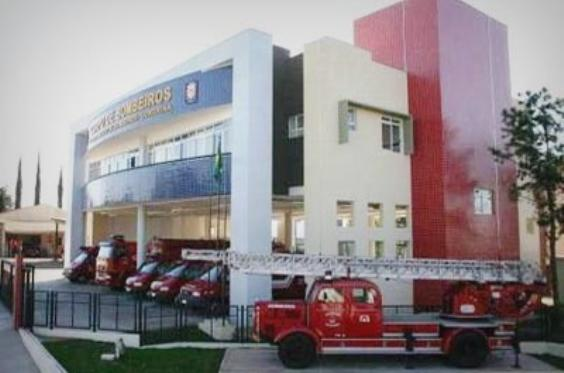
Sede do 3º GB.

- 1º Subgrupamento de Bombeiros - Londrina

1ª Seção de Bombeiros - Quartel Central
2ª Seção de Bombeiros - Posto Tókio
Posto Infraero - Bairro Aeroporto
Posto Zona Norte  - Conjunto Vivi Xavier
Posto Zona Sul - Jardim Acapulco
3ª Seção de Bombeiros - Cambé
- 2º Subgrupamento de Bombeiros - Arapongas

1ª Seção de Bombeiros - Arapongas
2ª Seção de Bombeiros - Rolândia
3ª Seção de Bombeiros - Ibiporã
- 3º Subgrupamento de Bombeiros - Cornélio Procópio

1ª Seção de Bombeiros - Cornélio Procópio
2ª Seção de Bombeiros - Bandeirantes
3ª Seção de Bombeiros - Jacarezinho
Posto de Bombeiros - Santo Antônio da Platina
Posto de Bombeiro Comunitário - Bela Vista do Paraíso
Posto de Bombeiro Comunitário - Assaí
Posto de Bombeiro Comunitário - Cambará
Posto de Bombeiro Comunitário - Ibaiti
Posto de Bombeiro Comunitário - Siqueira Campos
Posto de Bombeiro Comunitário - Andirá
Posto de Bombeiro Comunitário - Wenceslau Braz

### 4º Grupamento de Bombeiros
Os trabalhos do Corpo de Bombeiros em Cascavel iniciaram-se em 11 de abril de 1974, com a criação do Fundo Municipal de Estruturação do Corpo de Bombeiros (FUNEBOM). E em dezembro do mesmo ano foi instalada a 4ª Seção de Combate a Incêndio; tendo assumido como primeiro comandante o 2º Tenente Eriovaldo José Ribeiro da Silva.
Em 1985 a 4ª Seção de Combate a Incêndio foi transformada no 4º Grupamento de Incêndio (GI), vindo a ampliar sua área de abrangência e sua estrutura.
Em 1994, visando acompanhar o desenvolvimento econômico e social do Estado, foi promulgada uma reestruturação do Corpo de Bombeiros onde os Grupamentos de Incêndio receberam a denominação de Grupamento de Bombeiros (GB); passando então o 4º GI a denominar-se 4º GB.
- Sede do 4º GB - Cascavel
- 1º Subgrupamento de Bombeiros - Cascavel

1ª Seção de Bombeiros - Quartel Central
2ª Seção de Bombeiros - Posto Cabo Bonatto
3ª Seção de Bombeiros - Posto Noroeste
Posto Tenente Edy - Bairro São Cristóvão
Posto Infraero - Aeroporto.
- 2º Subgrupamento de Bombeiros - Toledo

1ª Seção de Bombeiros - Toledo
2ª Seção de Bombeiros - Posto Satélite
- 3º Subgrupamento de Bombeiros - Marechal Cândido Rondon

Seção de Bombeiros - Palotina
Posto de Bombeiro Comunitário - Guaíra
Posto de Bombeiro Comunitário - Assis Chateaubriand
Posto de Bombeiro Comunitário - Nova Aurora
Posto de Bombeiro Comunitário - Guaraniaçu
Posto de Bombeiro Comunitário - Quedas do Iguaçu

### 5º Grupamento de Bombeiros

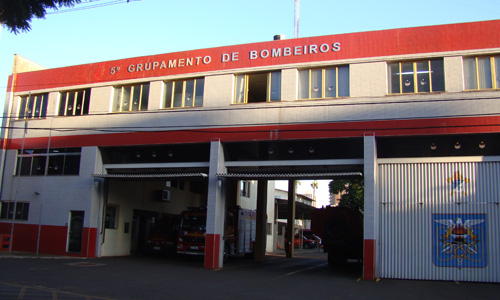
Sede do 5º GB.

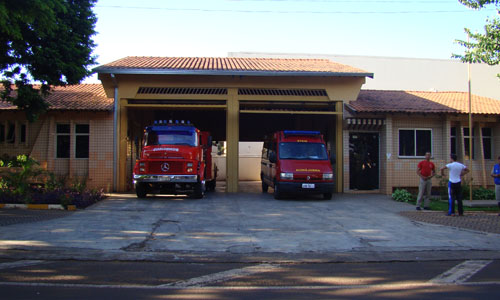
Posto Vila Operária.

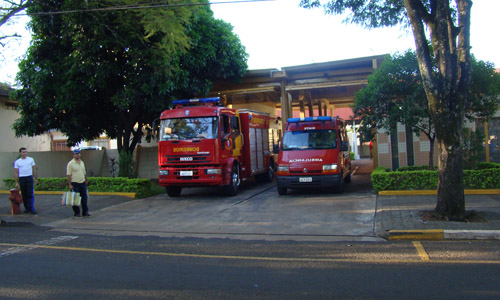
Posto Alvorada.

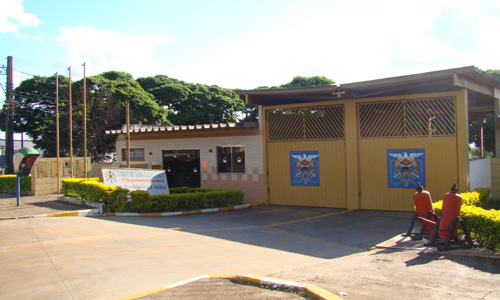
Posto Maringá Velho.

Em Maringá o serviço de bombeiros se iniciou em 8 de agosto de 1957, constituído pela 5ª Guarnição de Fogo (5ª GF).
Em 1974 a 5ª GF foi elevada a 3ª Seção de Combate a Incêndio (3ª SCI) do 3º GI.
Em 1985 a 3ª SCI foi transformada em 5º Grupamento de Incêndio (5º GI), e em 1994 sua denominação foi alterada para 5º Grupamento de Bombeiros (5º GB).
O Sistema Integrado de Atendimento ao Trauma e Emergência (SIATE) foi instalado em 31 de outubro de 1997.
- Sede do 5º GB - Maringá
- 1º Subgrupamento de Bombeiros - Maringá

Seção de Bombeiros - Quartel Central
Seção de Bombeiros - Jardim Alvorada
Seção de Bombeiros - Maringá Velho
Seção de Bombeiros - Vila Operária
Seção de Bombeiros - Distrito de Iguatemi
Seção de Bombeiros - Sarandí
Seção de Bombeiros - Infraero
- 2º Subgrupamento de Bombeiros - Campo Mourão

Seção de Bombeiros - Goioerê

- Postos de Brigadas Comunitárias do 5ºGB

Astorga, Colorado, Marialva, Nova Esperança, Roncador e Ubiratã.
|  |  |  |  |

### 6º Grupamento de Bombeiros
Em São José dos Pinhais o serviço de bombeiros se iniciou em 1974, com a instalação do primeiro Destacamento da cidade, localizado nas proximidades do Aeroporto Afonso Pena, na Avenida Rocha Pombo. Três bombeiros formavam a guarnição diária do Auto Bomba Tanque (ABT 09), um pequeno caminhão marca Ford à gasolina, o principal instrumento para atender as emergências de incêndio da cidade e do aeroporto. Seu primeiro comandante foi o 1º Tenente QOA (Quadro de Oficiais Administrativos) Jorge Martins, e a primeira ocorrência registrada, um desabamento no Bairro Boneca do Iguaçu.
Em 1978 foi realizado um convênio entre o Estado do Paraná e a INFRAERO, e o destacamento foi transformado em 3ª Seção de Combate a Incêndio (3ª SCI), do 1º Grupamento de Incêndio (GI); transferindo-se sua sede para dentro do aeroporto. Em 1980 foi criado o Fundo de Reequipamento do Bombeiro, e adquiridos novos equipamentos. E em 1982 foi instalado o primeiro destacamento da 3ª SCI, no Bairro Cidade Jardim, Rua Janiópolis, 2001. Construído com madeiras provenientes do Centro de Adestramento Presidente Carlos Cavalcanti de Albuquerque.
Em 1994 a Unidade recebeu um nova sede, denominada Tenente Enéias Almeida Eidan, e foi elevada a 6º Grupamento de Bombeiros (6º GB). Seu primeiro comandante foi o Major João Carlos Pinkner. Com isso o 6º GB tornou-se responsável pelo atendimento de vinte e nove Municípios da Região Metropolitana da Capital e Sudeste do Estado.
Em 1996 foi implantado o Serviço Integrado de Atendimento ao Trauma em Emergência. E em 2010, com a criação do 7º Grupamento de Bombeiros, a área de atuação do 6º GB reduziu-se a quatorze municípios.

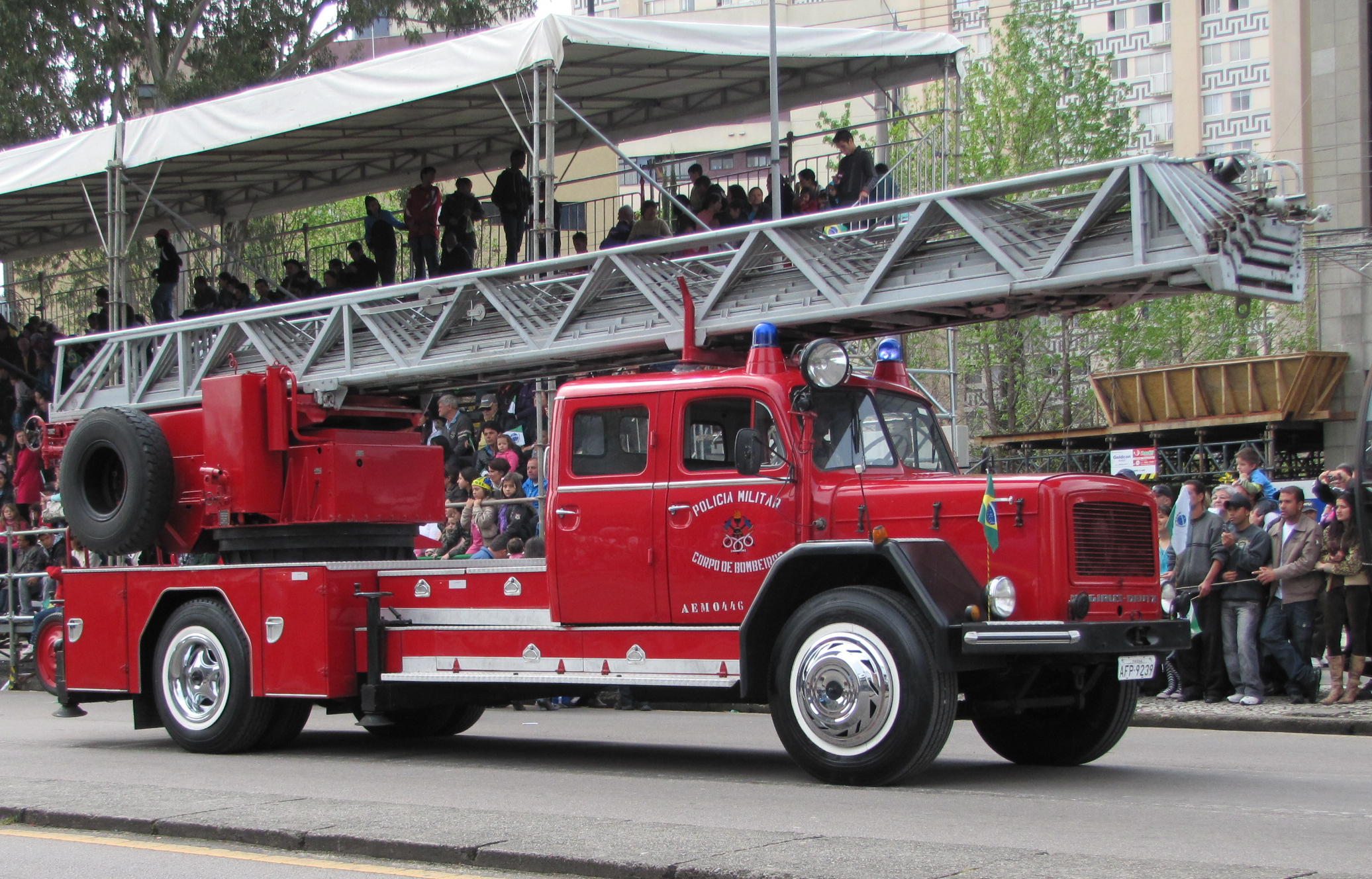
Auto Escada Mecânica (AEM) - 2010.

- Sede do 6º GB - São José dos Pinhais
- 1º Subgrupamento de Bombeiros - São José dos Pinhais

Posto Tenente Eneias Almeida Eidan
Posto Sargento Mario José da Silva
Posto Sargento João Juvenal Belbet
- 2º Subgrupamento de Bombeiros - Araucária

1ª Seção de Bombeiros - Posto Cachoeira
2ª Seção de Bombeiros - Lapa
3ª Seção de Bombeiros - Rio Negro
Posto Jaime Canet Junior
Posto Quatorze de Maio
- 3º Subgrupamento de Bombeiros - Pinhais

1ª Seção de Bombeiros - Pinhais
2ª Seção de Bombeiros - Piraquara

### 7º Grupamento de Bombeiros
A história do 7º Grupamento de Bombeiros (7º GB) se funde com a história do Posto de Bombeiros do Cabral, que começou a atender provisoriamente a partir de 01 de agosto de 1975, sendo oficialmente inaugurado em 02 de dezembro de 1976.
Devido à prosperidade da região e sua localização geográfica, em 1994 o Posto de Bombeiros do Cabral passou a ser sede do 3º Subgrupamento do 1º GB (3º Sgb/1º GB). Como subunidade era responsável pelo atendimento de grande parte da região norte, nordeste e parte da região leste de Curitiba; tendo sob sua subordinação os Postos de Bombeiros de Santa Felicidade, Pilarzinho, Bairro Alto e Infraero.

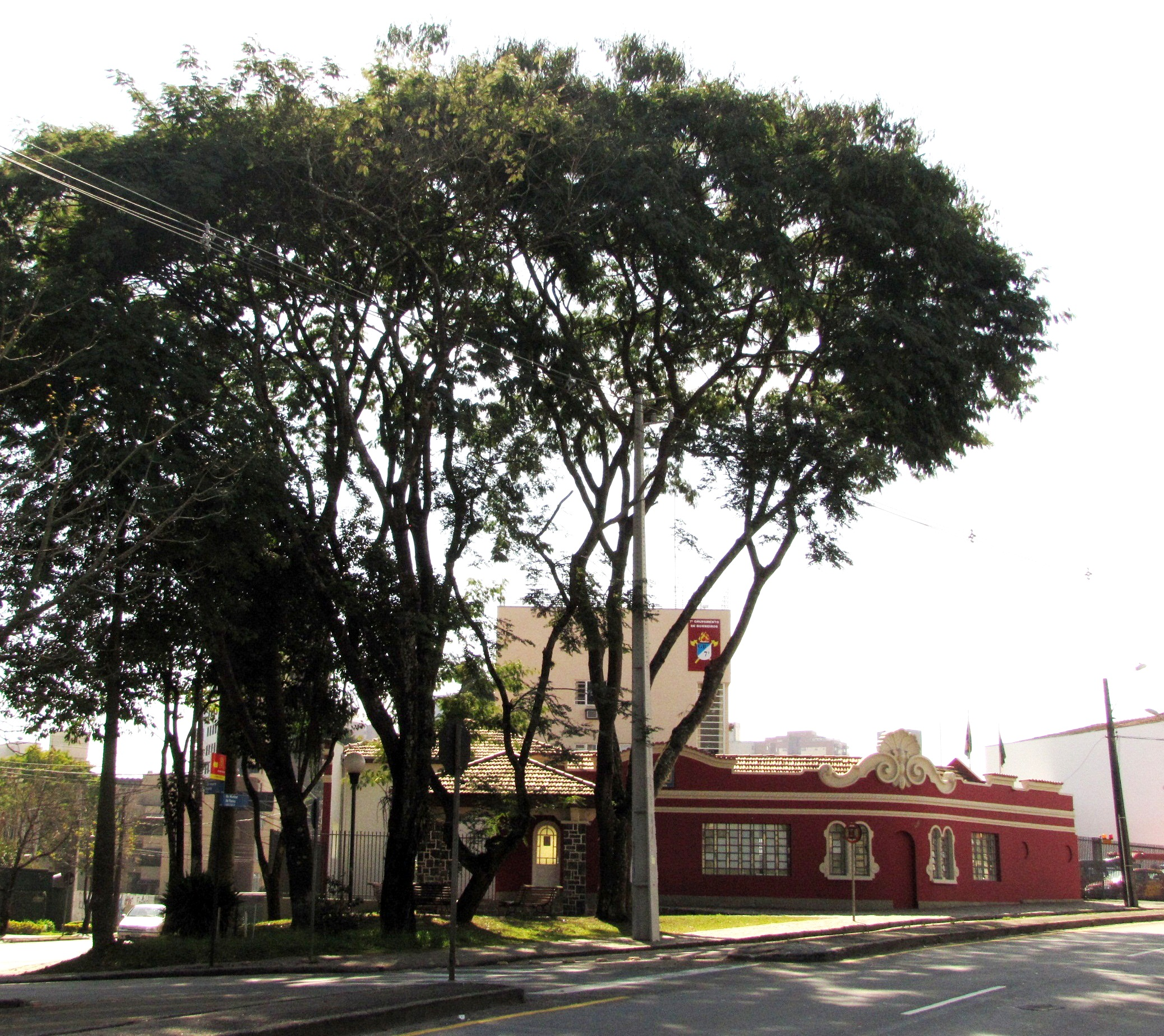
Sede do 7º Grupamento de Bombeiros.

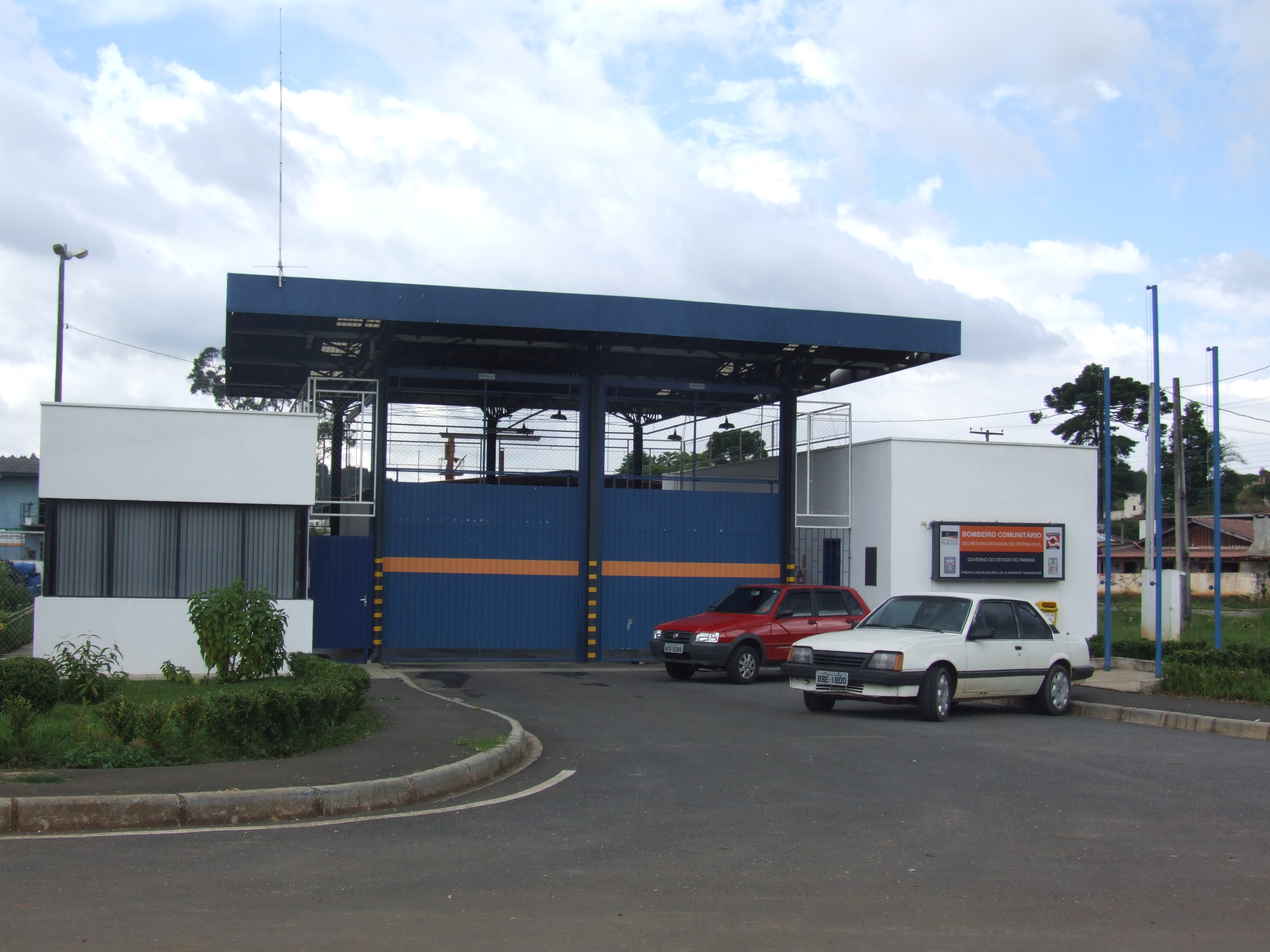
PB de Almirante Tamandaré, 2010.

Em 2008, após uma reforma, o Posto foi reinaugurado com a denominação de 3º Sargento Oscar Antônio Fernandes, como uma justa homenagem ao valoroso bombeiro que aos vinte três anos e nove meses de serviço prestado à comunidade, tombou em serviço em 2006.

Em 13 de outubro de 2010 o 3º Sgb/1º GB passou à condição de 7º Grupamento de Bombeiros. Efetivamente instalado em 05 de abril de 2011, com jurisdição sobre a parte norte da Região Metropolitana de Curitiba.
- Sede do 7º GB - Curitiba (Região Norte)
- 1º Subgrupamento de Bombeiros - Curitiba, bairro Cabral

1ª Seção de Bombeiros - Posto Cabral (Posto 3º Sgt. QOBM Oscar Antônio Fernandes)
Posto Bacacheri
2ª Seção de Bombeiros - Posto Pilarzinho (Posto Ten. Cel. QOBM João Carlos Pinkner)
3ª Seção de Bombeiros - Posto Santa Felicidade
Posto Bairro Alto
- 2º Subgrupamento de Bombeiros -  Campo Largo

2ª Seção de Bombeiros - Almirante Tamandaré
Abrangência: Itaperuçu, Rio Branco do Sul, Cerro Azul, Campo Magro e Doutor Ulisses.
- 3º Subgrupamento de Bombeiros - Colombo

Abrangência:  Adrianópolis, Bocaiúva do Sul, Quatro Barras e Tunas do Paraná.
Posto de Bombeiros Coronel Theodoro Arthur Stelle - Campina Grande do Sul
Posto de Bombeiro Comunitário - Rio Branco do Sul

### 8º Grupamento de Bombeiros
Em 5 de janeiro de 1914 o Comando do Corpo de Bombeiros de Curitiba, por meio do Ofício nº 44, propunha ao Secretário do Interior o desdobramento da proteção a incêndios para a cidade de Paranaguá, então a primeira do Estado em importância urbana.
| “ | Havendo lei para organização de uma Seção de Bombeiros em Paranaguá e tendo o Sr. Prefeito solicitado hidrantes, pois a empresa de melhoramentos dali se obrigará a colocá-los gratuitamente, atendi a solicitação do mesmo Sr. Prefeito, enviando-lhe vinte hidrantes disponíveis que possuía este Corpo de Bombeiros. | ” |

Em 5 de janeiro de 1939 foi reinstalado no perímetro central do Porto de Paranaguá; inicialmente constituído por um pequeno destacamento de praças, e posteriormente elevado a Subgrupamento de Combate a Incêndios (SgbI).
Em 1994 foi modificada a organização dos Órgãos de Execução do Corpo de Bombeiros da PMPR, alterando-se a designação de Subgrupamento de Incêndio para 2º Subgrupamento de Bombeiros Independente, e passando a ser comandada por um Oficial Superior.

Em dezembro de 2010 o 2º Subgrupamento de Bombeiros Independente, então sob o comando do Major QOBM Edemilson de Barros, foi elevado à categoria de 8º Grupamento de Bombeiros.
- Sede do 8º GB - Paranaguá

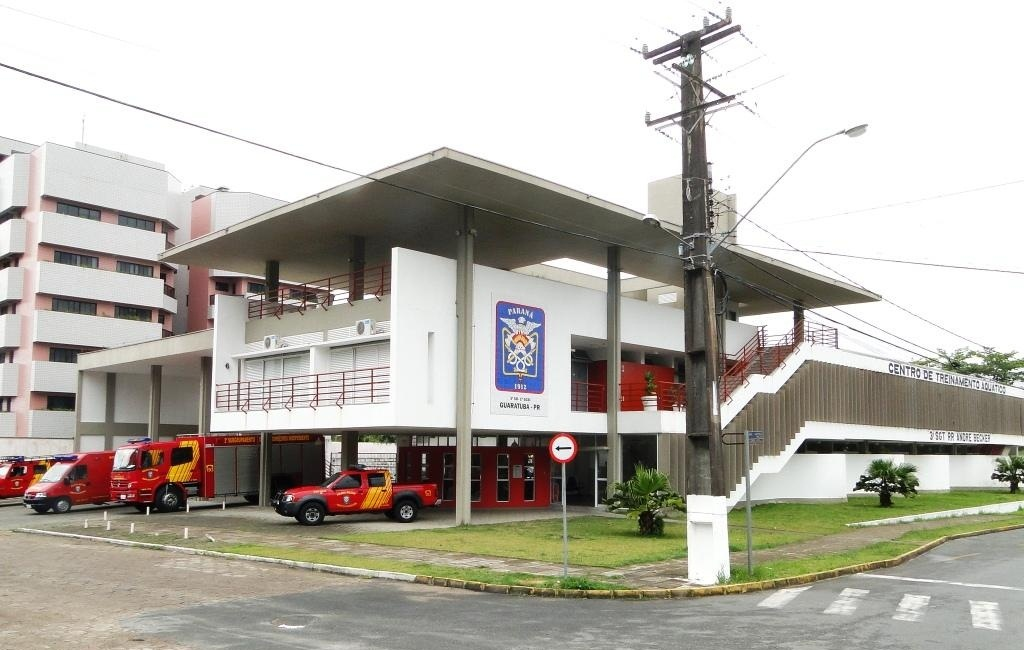
Sede do 3º SGB / 8ºGB em Guaratuba.

- 1º Subgrupamento de Bombeiros - Paranaguá

1ª Seção de Bombeiros - Posto Bairro Nilson Neves
2ª Seção de Bombeiros - Posto da Costeira
3ª Seção de Bombeiros - CIOM
4ª Seção de Bombeiros - Posto Morretes
5ª Seção de Bombeiros - Posto Antonina
- 2º Subgrupamento de Bombeiros - Matinhos

1ª Seção de Bombeiros - Posto Matinhos
2ª Seção de Bombeiros - Posto Pontal do Paraná
- 3º Subgrupamento de Bombeiros - Guaratuba

1ª Seção de Bombeiros - Posto Guaratuba
2ª Seção de Bombeiros - Base náutica de busca e salvamento.

### 9º Grupamento de Bombeiros
Em Foz do Iguaçu o serviço de bombeiros se iniciou em 13 de agosto de 1976,
com um destacamento do 2º Grupamento de Incêndios de Ponta Grossa. Isso somente se fez possível graças ao Fundo de Reequipamento do Corpo de Bombeiros (FUNREBOM),
quando então foi firmado o convênio entre o Governo do Estado e a Prefeitura Municipal.
Em maio de 1985 esse destacamento passou para o 4º Grupamento de Incêndios, em Cascavel, como 2º Subgrupamento de Incêndios.
Em 1994 a unidade adquiriu autonomia passando a denominar-se como 1º Subgrupamento de Bombeiros Independente. O Sistema Integrado de Atendimento ao Trauma e Emergência (SIATE) foi instalado em 1996.
E em 2010 adquiriu a atual denominação de 9º Grupamento de Bombeiros.
- Postos de Bombeiros do 9º GB:
- 1º Subgrupamento de Bombeiros - Foz do Iguaçu

1ª Seção de Bombeiros - Foz do Iguaçu (Sede do  9º GB)
2ª Seção de Bombeiros - Foz do Iguaçu (Parque Industrial Morumbi II)
3ª Seção de Bombeiros - Foz do Iguaçu (Infraero)
Posto de Bombeiros JK
Posto de Bombeiros Vila “A”
Posto de Bombeiros Maracanã
Posto de Bombeiros São Francisco
Posto de Bombeiros Vila Portes
- 2º Subgrupamento de Bombeiros

1ª Seção de Bombeiros
2ª Seção de Bombeiros - Santa Terezinha de Itaipu
- 3º Subgrupamento de Bombeiros - Medianeira

1ª Seção de Bombeiros - Medianeira
2ª Seção de Bombeiros - São Miguel do Iguaçu
Posto de Bombeiro Comunitário Santa Helena

### 10º Grupamento de Bombeiros
O Corpo de Bombeiros iniciou suas atividades em Francisco Beltrão no dia 14 de dezembro de 1977, com a instalação do 2º Subgrupamento de Incêndio (2º SGI); o qual recebeu jurisdição sobre Foz do Iguaçu, Cascavel, Guarapuava e Salto Santiago. A Unidade foi criada sob convênio do Estado, pelo Governador do Paraná, Jaime Canet Júnior, com a Prefeitura de Francisco Beltrão, pelo Prefeito João Batista Arruda. Sua primeira sede foi instalada na então Rua Goiânia, atual Rua Giocondo Felipe, no bairro Vila Nova. E seu primeiro comandante foi o capitão Almir Moreira, com o efetivo de vinte e sete bombeiros; contando com um veículo Chevette, para serviço administrativo, e três viaturas Auto Bomba Tanque (ABT), prefixos 09, 41 e 42.
Em 22 de maio de 1978 a sede do 2º SGI foi transferida para Cascavel, e o posto de bombeiros de Francisco Beltrão recebeu denominação de 4ª Seção de Combate à Incêndio (4ª SCI). Posteriormente rebaixada para 3ª Subseção de Combate a Incêndio, da 3ª SCI do 2º Grupamento de Incêndio de Ponta Grossa.
Em 13 de março de 1985 a OBM (Organização de Bombeiro Militar) foi designada como 2ª Seção de Combate a Incêndio do 3º SGI (Pato Branco), do 4º GI de Cascavel. E em junho de 1988 foi doado pela Prefeitura Municipal um terreno para a construção do Posto Avançado do Bairro Cristo Rei, inaugurado em 11 de novembro do mesmo ano. No mesmo período foi também desenvolvida uma campanha para a aquisição de um barco de alumínio, com motor de popa (25 HP) e carreta de transporte, e roupas para mergulho.
Em fevereiro de 1995 a 2ª SCI passou a denominar-se 2ª Seção de Bombeiros, do 3º SGB/4º GB. E em dezembro de 1997 a sede do comando mudou-se para o Posto Cristo Rei, e a OBM passou a ter jurisdição sobre o destacamento de Dois Vizinhos.
Em 18 de março de 2011 a OBM foi elevada a 3º Subgrupamento de Bombeiros Independente (3º SGBI), pelo Governador Orlando Pessuti. E em 12 de novembro de 2018 o 3º SGBI foi transformado no 10º Grupamento de Bombeiros, pela Governadora do Estado do Paraná, Cida Borghetti.
- Sede do 10º GB - Francisco Beltrão;
- 1ª Seção de Bombeiros - Francisco Beltrão

Posto Subtenente Delacir Ventura - Cidade Norte
- 2ª Seção de Bombeiros - Dois Vizinhos
- 3ª Seção de Bombeiros - Capanema

Posto de Bombeiro Comunitário - Ampére
Posto de Bombeiro Comunitário - Planalto
Posto de Bombeiro Comunitário - Realeza
Posto de Bombeiro Comunitário - Salto do Lontra
Posto de Bombeiro Comunitário - Santo Antônio do Sudoeste

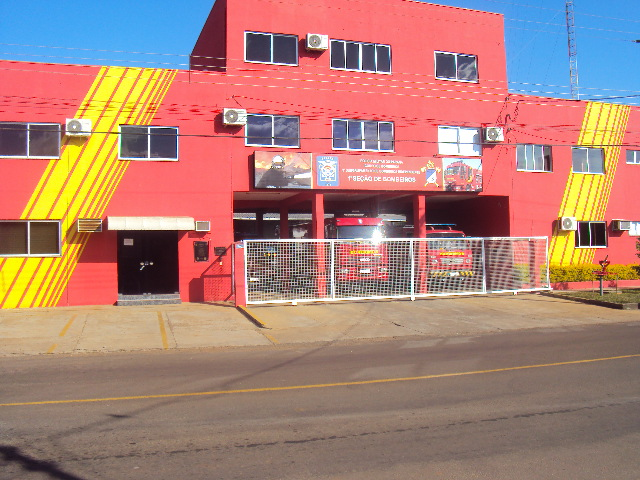
1ª SB - Francisco Beltrão
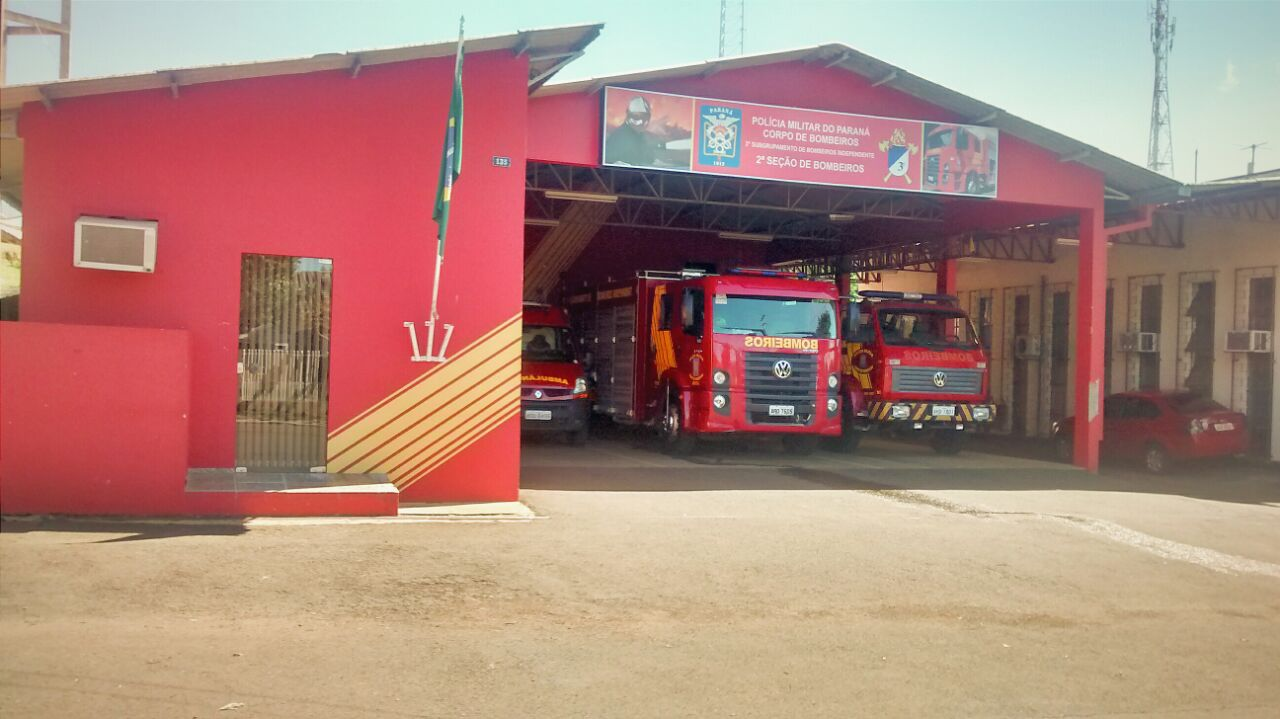
2ª SB - Dois Vizinhos
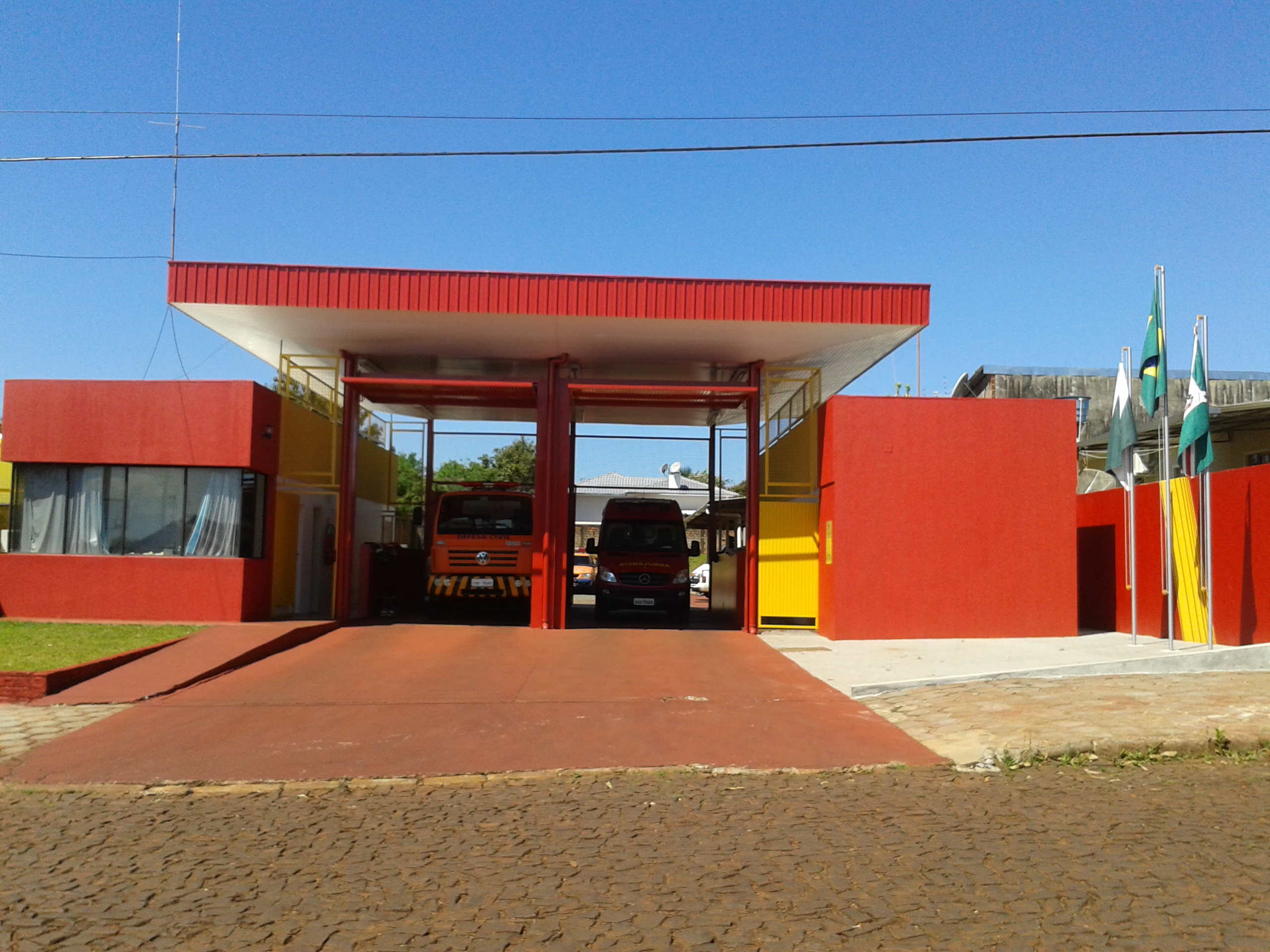
3ª SB - Capanema

### 11º Grupamento de Bombeiros
O Corpo de Bombeiros do Paraná iniciou suas atividades no Município de Apucarana em 1975.
Através da implantação da 2ª Seção de Combate a Incêndio do 3º GI, atual 3º GB (Londrina). E em 2000 foi denominada como 2º Subgrupamento de Bombeiros do 5º Grupamento de Bombeiros (Maringá).
O 4º Subgrupamento de Bombeiros Independente (4º SGBI) foi criado em novembro de 2010.
E em 12 de novembro o 4º SGBI foi elevado a 11º Grupamento de Bombeiros , pela Governadora do Estado do Paraná, Cida Borghetti.
- Sede - Apucarana
- 1ª Seção de Bombeiros - Apucarana

Posto de Bombeiros - Centro
Posto de Bombeiros - Vila São Carlos
- 2ª Seção de Bombeiros - Astorga
- 3ª Seção de Bombeiros - Mandaguari

Posto de Bombeiro Comunitário - Jandaia do Sul
Posto de Bombeiro Comunitário - Faxinal

### 12º Grupamento de Bombeiros
O Corpo de Bombeiros do Paraná iniciou suas atividades no Município de Guarapuava em 1958, no governo de Moisés Lupion. Por determinação do Coronel Manoel Cursino Dias Paredes, então comandante do Corpo de Bombeiros, foi deslocada uma guarnição sob o comando do Capitão Manoel dos Santos Ribeiro, para prestar serviços de combate a incêndio, salvamentos e trabalhos preventivos, bem como a viatura de prefixo CB-7, Mercedes Benz. Esse destacamento era composto por um sargento, dois cabos e sete soldados, e foi instalado, provisoriamente, em uma residência à Rua Quintino Bocaiúva, esquina com a Rua Guaíra.
Em 1959, através de um convênio firmado entre a Prefeitura Municipal da cidade de Guarapuava e Estado do Paraná, foi construído o atual aquartelamento na Rua Senador Pinheiro Machado, 1.230; sendo oficialmente inaugurado em 24 de novembro de 1959. E em março de 1984 o quartel foi reconstruído em alvenaria.
Em 27 de dezembro de 1974, com a criação do Fundo de Reequipamento do Corpo de Bombeiros (FUNREBOM), foi reafirmado um novo convênio que passou a proporcionar mais segurança para o município.
Em 1989 o destacamento passou a ser classificado como Seção de Combate a Incêndios (SCI). E em 1995 foi promovida a Subgrupamento de Bombeiros (SGB).
Pelo Decreto Estadual 8.481,  de 1 de outubro de 2010, o Subgrupamento adquiriu autonomia e passou a ser designado como 5º Subgrupamento de Bombeiros Independente.
E em 12 de novembro o 5º SGBI foi elevado a 12º Grupamento de Bombeiros , pela Governadora do Estado do Paraná, Cida Borghetti.
- Sede:  Guarapuava
- 1ª Seção de Bombeiros - Guarapuava (Centro)

Abrangência: Campina do Simão, Pinhão,  Candói, Foz do Jordão, Goioxim, Turvo  e Reserva do Iguaçu.
- 2ª Seção de Bombeiros -  Guarapuava (Bairro Primavera)
- 3ª Seção de Bombeiros - Pitanga

Abrangência: Boa Ventura de São Roque, Laranjal, Mato Rico, Palmital, Santa Maria do Oeste e Turvo.
- 4ª Seção de Bombeiros - Laranjeiras do Sul

Abrangência: Cantagalo, Marquinho, Nova Laranjeiras, Porto Barreiro, Rio Bonito do Iguaçu e Virmond.
Posto de Bombeiro Comunitário - Entre Rios
Posto de Bombeiro Comunitário - Candói
Posto de Bombeiro Comunitário - Pinhão

## Subgrupamentos de Bombeiros Independente

### 1º Subgrupamento de Bombeiros Independente
Até 2011 o Destacamento de Bombeiros de Ivaiporã estava subordinado ao 5º GB, em Maringá. E a partir dessa data, adquiriu autonomia e passou a denominar-se como 1º SGBI.
- Sede - Ivaiporã
- 1ª Seção de Bombeiros - Ivaiporã
- 2ª Seção de Bombeiros - Faxinal
- 3ª Seção de Bombeiros - Manoel Ribas

### 2º Subgrupamento de Bombeiros Independente
O Corpo de Bombeiros iniciou suas atividades no Município de Pato Branco em 1979.  A inauguração da Seção de Combate a Incêndios ocorreu em 29 de março de 1980. Instalada em uma residência da Prefeitura, no Bairro Bortot.
Nessa época a SCI estava subordinada ao 2º GI de Ponta Grossa. Posteriormente, em 1994, ela passou a subordinar-se ao 4° GB, de Cascavel, com a denominação de 1ª Seção do 3º Subgrupamento.
E em 2010 ela foi elevada à condição de 2º Subgrupamento de Bombeiros Independente. 
- Sede - Pato Branco
- 1ª Seção de Bombeiros - Pato Branco
- 2ª Seção de Bombeiros - Coronel Vivida
- 3ª Seção de Bombeiros - Palmas

Ativada em 20 de junho de 2000.
Posto de Bombeiro Comunitário - Chopinzinho
Posto de Bombeiro Comunitário - Clevelândia
Posto de Bombeiro Comunitário - Itapejara d'Oeste

### 6º Subgrupamento de Bombeiros Independente
O Corpo de Bombeiros iniciou suas atividades no município de Umuarama em 1976, subordinado ao então 5º Grupamento de Incêndio (GI) de Maringá. Esse destacamento inicial era composto de dezesseis combatentes, sob comando do 3º Sargento Gessé, instalado na rua Governador Ney Amintas de Barros Braga, 4.215, onde permaneceu por dez anos. Em 24 de junho de 1988 mudou-se para sua sede atual, com uma área construída de 930,00 m², sobre um terreno de 1.200 m². Em 2010 adquiriu autonomia com a designação de 8º SGBI, mas com a elevação do 1º SGBI para 9º GB e do 2º SGBI para 8º GB, acabou recebendo a denominação de 6º SGBI.
Atualmente o 6º SGBI atende vinte e dois municípios, constando em sua área de abrangência três grandes rios: Rio Paraná, Ivaí e Piquiri.
- Sede - Umuarama
- 1ª Seção de Bombeiros - Umuarama
- 2ª Seção de Bombeiros - Altônia
- 3ª Seção de Bombeiros - Cruzeiro do Oeste

Posto de Bombeiro Comunitário - Iporã

### 7º Subgrupamento de Bombeiros Independente
- Sede - Santo Antônio da Platina

Ativado 12 de novembro de 2018, responsável pelos municípios de Santo Antônio da Platina, Guapirama, Joaquim Távora, Jundiaí do Sul, Quatiguá, Ribeirão do Pinhal, Siqueira Campos, Salto do Itararé, Santana do Itararé, São José da Boa Vista, Wenceslau Braz, Jacarezinho, Ribeirão Claro, Cambará, Carlópolis, Ibaiti, Conselheiro Mairink, Jaboti,

### 8º Subgrupamento de Bombeiros Independente
- Sede - Cianorte

Ativado 12 de novembro de 2018, responsável pelos municípios de Cianorte, Cidade Gaúcha, Guaporema, Indianópolis, Japurá, Jussara, Rondon, São Manoel do Paraná, São Tomé, Tapejara, Terra Boa e Tuneiras do Oeste.

### 9º Subgrupamento de Bombeiros Independente
- Sede - Paranavaí

Ativado 12 de novembro de 2018, responsável pelos municípios de Paranavaí, Terra Rica, Alto Paraná, Amaporã, Guairaçá, Inajá, Itaguajé, Jardim Olinda, Mirador, Nova Aliança do Ivaí, Paraíso do Norte, Paranapoema, Santo Antonio do Caiuá, São João do Caiuá, Tamboara, Loanda, Nova Londrina, Querência do Norte, Diamante do Norte, Itaúna do Sul, Marilena, Planaltina do Paraná, Porto Rico, Santa Isabel do Ivaí, Santa Cruz Do Monte Castelo, Santa Mônica, São Pedro do Paraná, Nova Esperança, Atalaia, Cruzeiro do Sul, Floraí, Paranacity, Presidente Castelo Branco, São Carlos do Ivaí e Uniflor.

### 10º Subgrupamento de Bombeiros Independente
O Corpo de Bombeiros de Irati foi instituído em 8 de dezembro de 1948, pelo Governador Moisés Lupion, denominado como Destacamento de Bombeiros de Irati ou Grupo de Fogo de Irati.
Em 27 de julho de 1965 o Destacamento foi denominado como III Grupo do VI Grupamento de Fogo [grafia da época]. E em 5 de setembro de 1968 foi reordenado como VI Grupo do III Grupamento de Fogo.
Em 1976 recebeu a designação de 3ª Seção de Combate a Incêndios do 2º Grupamento de Incêndios (2º GI). E em 1989 foi reclassificado como 3º Subgrupamento de Incêndio do 2º GI.
Em 1994 foi elevado a 3ª Seção de Bombeiros do 3º Subgrupamento de Bombeiros do 2º GB. Nesse período, em 1998, foi implantado o SIATE e recebeu um equipamento desencarcerador da Yazaki Autoparts do Brasil Ltda; tornando-se a Unidade precursora no atendimento de resgate veicular no Paraná.
No dia 1º de outubro de 2010, a OBM passou a denominar-se 3º Subgrupamento de Bombeiros do 2º GB, com vinte municípios sob sua área de abrangência. E em 13 de dezembro foi classificado como 10º Subgrupamento de Bombeiros Independente.
- Sede - Irati
- 1ª Seção de Bombeiros - Irati
- 2ª Seção de Bombeiros - São Mateus do Sul
- 3ª Seção de Bombeiros - União da Vitória
- 4ª Seção de Bombeiros - Prudentópolis [39]

Posto de Bombeiro Comunitário - Mallet
Posto de Bombeiro Comunitário - Imbituva
Posto de Bombeiro Comunitário - Rebouças
Posto de Bombeiro Comunitário - General Carneiro

## Grupo de Operações de Socorro Tático
A primeira unidade de Busca e Salvamento (do inglês: Search And Rescue) do Corpo de Bombeiros do Paraná foi o  Serviço de Salvamento e Proteção (SSP), criado em 01 de Março de 1956. A missão do SSP era dar atendimento a ocorrências que exigissem pessoal e equipamentos especializados; tais como: salvamentos em telhados, desabamentos, escavações, inundações, afogamentos, ambientes gasados, acidentes de trânsito, eletrocussões, resgate de montanhistas, de pessoas enclausuradas em elevadores ou perdidas em matas, de animais, etc. Bem como, dar apoio aos Grupamentos de Fogo, no combate a incêndios, e ao Grupamento de Guarda Vidas, no período de veraneio.

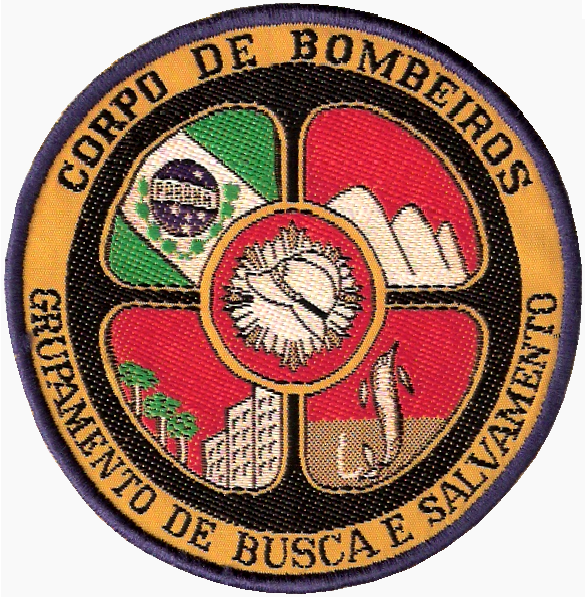
Brasão do GBS.

Na década de 1960 o SSP passou a ser designado como Grupamento de Serviços Auxiliares. E em 1976 esse grupamento foi reunido ao Grupamento de Guarda Vidas; formando o Grupamento de Busca e Salvamento (GBS).
Em 1994 o GBS foi dissolvido e o efetivo usado para complementar outros Grupamentos de Bombeiros inseridos na época. O objetivo era constituir Seções de Busca e Salvamento em todos os grupamentos e subgrupamentos, tornando-os operacionalmente autônomos. Esse projeto não prosperou, e em 2006 foi ativado o Grupo de Operações de Socorro Tático (GOST), oficializado pelo Governo do Estado em outubro de 2010.

## Postos de Bombeiros Comunitários
Os Postos de Bombeiros Comunitários (PBC) são postos de primeira resposta para o combate a incêndios no Estado do Paraná; cujo atendimento é dado por funcionários públicos municipais, sob a coordenação de um bombeiro militar estadual. Esse serviço é prestado em cidades com população superior a quinze mil habitantes, mas que ainda não possuem destacamento de bombeiros militares profissionais, ou outro serviço similar disponível.
]]